# 萊曼 (北達科他州)
萊曼（英語：Lyman）是位於美國北達科他州伯利縣的一個未組織地區。

## 地方資料
萊曼的面積為93.59平方千米，當中陸地面積為93.16平方千米，而水域面積為0.42平方千米。根據2010年美國人口普查的數據，當地共有人口10人，而人口密度為每平方千米0.11人。